# Dominik Śmiałkowski
Dominik Śmiałkowski (ur. 27 października 1991 w Gliwicach) – polski piłkarz, futsalista, zawodnik z pola. Obecnie gra w występującym w ekstraklasie zespole Nbit Gliwice oraz w reprezentacji Polski.

## Kariera w piłce nożnej
Dominik Śmiałkowski swoją karierę zaczynał w juniorskich drużynach Carbo Gliwice, Piasta Gliwice oraz Gwarka Zabrze. W sezonach 2010/11 i 2011/12 grał w zespole Młodej Ekstraklasy Ruchu Chorzów, z którym w pierwszym sezonie zajął trzecie miejsce w tabeli. W rundzie jesiennej sezonu 2012/13 był zawodnikiem czwartoligowego Grunwaldu Ruda Śląska, z którego wiosną przeszedł do trzecioligowej Polonii Łaziska Górne. W rundzie jesiennej sezonu 2013/2014 występował w Jedności 32 Przyszowice.

## Kariera w futsalu
Od rundy wiosennej sezonu 2013/14 jest zawodnikiem występującego w ekstraklasie GAF Jasna Gliwice, w którym zadebiutował 6 listopada 2014 w meczu z Wisłą Krakbet Kraków. Pierwszą bramkę w ekstraklasie strzelił 16 lutego 2014 w meczu z Rekordem Bielsko-Biała, a 23 lutego 2014 strzelił trzy bramki w meczu z Red Devils Chojnice. Dobra gra Śmiałkowskiego w spotkaniach ligowych skutkowała powołaniem przez selekcjonera reprezentacji Polski Andreę Bucciola na spotkania towarzyskie z Cyprem. Kolejne powołanie do reprezentacji Polski otrzymał na towarzyski dwumecz z reprezentacją Rumunii. Przed sezonem 2015/2016 został zawodnikiem beniaminka ekstraklasy, drużyny Nbit Gliwice.